# Paul von Hintze
Paul von Hintze (født 13. februar 1864 i Schwedt, død 19. august 1941 i Meran) var en tysk søofficer, diplomat og politiker.
Hintze gjorde i 1882-1911 tjeneste i den kejserlige marine, hvor han nåede kommandørgraden ("Kapitän zur See"; han fik senere titel af kontreadmiral). Han blev i 1903 marinattaché i de skandinaviske lande og blev i 1908 "militær fuldmægtig" ved den tyske ambassade i Sankt Petersborg. I 1906 udnævntes han til kejserlig adjudant og blev adlet i 1908. Han overgik i 1911 til diplomatiet og var i 1911-14 tysk ambassadør i Mexico, i 1914-17 i Peking, hvortil han efter første verdenskrigs udbrud rejste i forklædning. I juli 1917 til juli 1918 var han ambassadør i Kristiania.
Da Richard von Kühlmann som følge af konflikt med den øverste krigsledelse indgav sin afskedsbegæring, blev han den 9. juli 1918 efterfulgt af Hintze, der af militæret ansås at have større chancer for at kunne samarbejde med ledelsen i hovedkvarteret. Hintze gik imidlertid af allerede den 3. oktober samme år, da kansler Georg von Hertlings regering trådte tilbage og blev afløst som kansler af prins Max von Baden. Hintze blev efterfulgt af Wilhelm Solf. Hintze fungerede herefter som rigskanslerens stedfortræder i  det militære hovedkvarter. I den egenskab førte han i november 1918 i Spa i telefonen de sidste forhandlinger med Rigkancelliet om kejserens abdikation.